# Gunstett
Gunstett je občina v departmaju Bas-Rhin francoske regije Alzacija.
Leta 1990 je v občini živelo 631 oseb oz. 100 oseb/km².